# Veluwe (Maasdriel)
Veluwe is een gehucht in de gemeente Maasdriel in de Nederlandse provincie Gelderland. Tot 1999 hoorde het bij de gemeente Heerewaarden. Deze gemeente is toen opgegaan in de gemeente Maasdriel.
Het gehucht ligt ten zuiden van de Heerewaardense afsluitdijk en het Driedijkenpunt. Deze dijk beschermt het land niet tegen het water, maar scheidt de Maas van de Waal.
Verder naar het zuiden ligt het voormalige Fort Voorne.
Dorpen: Alem · Ammerzoden · Hedel · Heerewaarden · Hoenzadriel · Hurwenen · Kerkdriel · Rossum · Velddriel · Well · Wellseind

Buurtschappen: Californië · Doorning · Rome · Sint Andries · Slijkwell · Veluwe · Voorne · Wordragen

Gelderland: Steden en dorpen in Gelderland      Nederland: Provincies · Gemeenten